# Konstanze Fliedl
Konstanze Fliedl (* 7. August 1955 in Linz, Oberösterreich) ist eine österreichische Literaturwissenschaftlerin.

## Biografie
Fliedl studierte Germanistik, Kunstgeschichte und Theologie an der Universität Wien, promovierte über Elisabeth Langgässer und habilitierte sich 1997 mit einer Arbeit über Arthur Schnitzler. Fliedl ist seit 1998 Präsidentin der Arthur Schnitzler Gesellschaft, hat Forschungsaufenthalte in Marbach am Neckar, Cambridge, Harvard und Yale sowie zahlreiche Gastdozenturen an diversen europäischen Universitäten (unter anderem in Berlin, Coimbra und Warschau) wahrgenommen.
Von 2002 bis 2007 lehrte Fliedl als Professorin an der Universität Salzburg, von Oktober 2007 bis Oktober 2020 war sie als Professorin für Neuere deutsche Literatur an der Universität Wien tätig. Von 2012 bis 2014 war sie Institutsvorstand. 
Konstanze Fliedl ist auch als Rezensentin und Jurorin, unter anderem beim Ingeborg-Bachmann-Preis, aktiv. 2014 wurde Fliedl zum wirklichen Mitglied der philosophisch-historischen Klasse der Österreichischen Akademie der Wissenschaften gewählt.

## Schnitzler-Herausgaben
Als Herausgeberin von Arthur Schnitzler hat sie den Briefwechsel mit Richard Beer-Hofmann veröffentlicht und Leseausgaben von Der Weg ins Freie (1995, im Residenz Verlag), Lieutenant Gustl (2002) und Frau Berta Garlan (2006, beide bei Reclam) ediert. Die Historisch-kritische Ausgabe des Frühwerks bei de Gruyter wurde 2011 mit dem von ihr bearbeiteten Band zu Lieutenant Gustl eröffnet. Das von ihr geleitete Wiener Schnitzler-Editionsprojekt erstellt die weiteren Bände.

## Auszeichnungen
- 1999: Österreichischer Staatspreis für Literaturkritik
- 2013 teaching award der Universität Wien
- 2013 Ars Docendi-Staatspreis für exzellente Lehre[3]

## Werke (Auswahl)
- Arthur Schnitzler. Poetik der Erinnerung, Böhlau, Wien etc. 1997.
- Zeitroman und Heilsgeschichte. Elisabeth Langgässers „Märkische Argonautenfahrt“. Braumüller, Wien 1986.
- Arthur Schnitzler. Reclam, Stuttgart 2005.
- mit Evelyne Polt-Heinzl u. Reinhard Urbach: Schnitzlers Sprachen der Liebe. Picus, Wien 2010 (Wiener Vorlesungen 147).
- mit Marina Rauchenbacher und Joanna Wolf: Handbuch der Kunstzitate. Malerei, Skulptur, Fotografie in der deutschsprachigen Literatur der Moderne. Berlin, New York (De Gruyter) 2012 (2 Bände)

### Herausgaben

#### Leseausgaben
- Arthur Schnitzler: Der Weg ins Freie. Salzburg: Residenz 1995.
- Arthur Schnitzler: Lieutenant Gustl. Stuttgart: Reclam 2002. (= RUB 18156)
- Arthur Schnitzler: Frau Berta Garlan. Stuttgart: Reclam 2006.(= RUB 18427)
- Joseph Roth: Die Legende vom heiligen Trinker. Stuttgart: Reclam 2010 (= RUB 18683)
- Joseph Roth: Der Leviathan. Stuttgart: Reclam 2010 (= RUB 18685)
- Joseph Roth: Das Spinnennetz. Stuttgart: Reclam 2010 (= RUB 18684)

#### Historisch-kritische Ausgaben
- Arthur Schnitzler: Lieutenant Gustl. Historisch-kritische Ausgabe. Berlin, New York (De Gruyter) 2011, ISBN 978-3-11-022758-1.

Arthur Schnitzler – Werke in historisch-kritischen Ausgaben:
- Anatol. Hg. von Evelyne Polt-Heinzl und Isabella Schwentner unter Mitarbeit von Gerhard Hubmann. Berlin, Boston: De Gruyter 2012, ISBN 978-3-11-027343-4.
- Sterben. Hg. von Gerhard Hubmann. Berlin, Boston: De Gruyter 2012, ISBN 978-3-11-029696-9.
- Liebelei. Hg. von Peter Michael Braunwarth, Gerhard Hubmann und Isabella Schwentner. Berlin, Boston: De Gruyter 2014, ISBN 978-3-11-030204-2.
- Frau Bertha Garlan. Hg. von Gerhard Hubmann und Isabella Schwentner unter Mitarbeit von Anna Lindner und Martin Anton Müller. Berlin, Boston: De Gruyter 2015, ISBN 978-3-11-036295-4

## Nachweise
1. ↑  Reclam-Verlag
2. ↑  Verlagslink
3. ↑  Premiere für Staatspreis für exzellente Lehre. Wiener Zeitung, 23. Juni 2013.

| Personendaten    | Personendaten                                              |
| ---------------- | ---------------------------------------------------------- |
| NAME             | Fliedl, Konstanze                                          |
| KURZBESCHREIBUNG | österreichische Germanistin und Literaturwissenschaftlerin |
| GEBURTSDATUM     | 7. August 1955                                             |
| GEBURTSORT       | Linz, Österreich                                           |